# RCN Corporation
RCN Corporation llamada originalmente Residential Communications Network (NASDAQ:RCNI) —español: «Red de Comunicaciones Residencial»— es una empresa  de telecomunicaciones que se basa en proveer servicio de teléfono, televisión por cable e internet en Estados Unidos.  Fue fundada  en 1993 como empresa prestadora de televisión por cable cuando empezó a hacer negocios y alianzas con empresas eléctricas con el arriendo de postes para sus cableados. 
En 2006 llegó a tener a más de 424 000 clientes y 130 franquicias de cable a nivel nacional. En 2009 toda la red fue convertida a digital,pudiendo ofrecer canales en HD y evitando la perdida de señal.En 2010 ABRY Partners, una firma de capital privado, adquirió a RCN Corporation por USD 1200 millones. A partir de 2013 la red de RCN llegó a aproximadamente 3,8 millones de personas , lo que la convirtió  en el décimo mayor proveedor de banda ancha por cable en los EE. UU.. RCN cubre el área de Allentown, Pensilvania; Boston, Massachusetts; Chicago, Illinois; La ciudad de Nueva York; Filadelfia, Pensilvania y Washington D. C..